# Tõrva (stad)
Tõrva (Duits: Törwa) is een stad in de provincie Valgamaa in het zuiden van Estland. De stad is de hoofdplaats van de gemeente Tõrva en telt 2631 inwoners (2024).
Tõrva was tot in oktober 2017 een stadsgemeente, maar in die maand werden de gemeenten Helme, Hummuli en Põdrala en het dorp Soontaga uit de gemeente Puka bij Tõrva gevoegd. Daarmee werd Tõrva van stadsgemeente landgemeente.
Tõrva ligt aan de rivier Õhne. De meren Tikste järv en Vanamõisa järv liggen op het grondgebied van de stad.

## Geschiedenis
Tõrva werd voor het eerst genoemd in 1839 onder de naam Törwa en was toen een herberg op het terrein van het landgoed van Patküla. De naam is afgeleid van het Estische woord tõrv, ‘teer’. In de omgeving lag een fabriek die teer produceerde. Op het eind van de 19e eeuw groeide een nederzetting rond de herberg. In 1875 werd het eerste huis gebouwd; in 1889 kreeg de nederzetting een eigen postkantoor. In 1927 kreeg Tõrva stadsrechten.
In de jaren 1903-1904 werd in Tõrva een orthodoxe kerk gebouwd, de Kerk van de Geboorte van Christus (Estisch: Kristuse sündimise kirik). In 1944, tijdens de Tweede Wereldoorlog, raakte de kerk, trouwens net als de rest van de stad, bij gevechten zwaar beschadigd. In 1990 werd de kerk gedeeltelijk herbouwd en in gebruik genomen als auditorium, waar concerten, lezingen, recepties, tentoonstellingen en ook kerkdiensten worden gehouden. De eigenaar is de Estische Evangelisch-Lutherse Kerk.

## Foto's

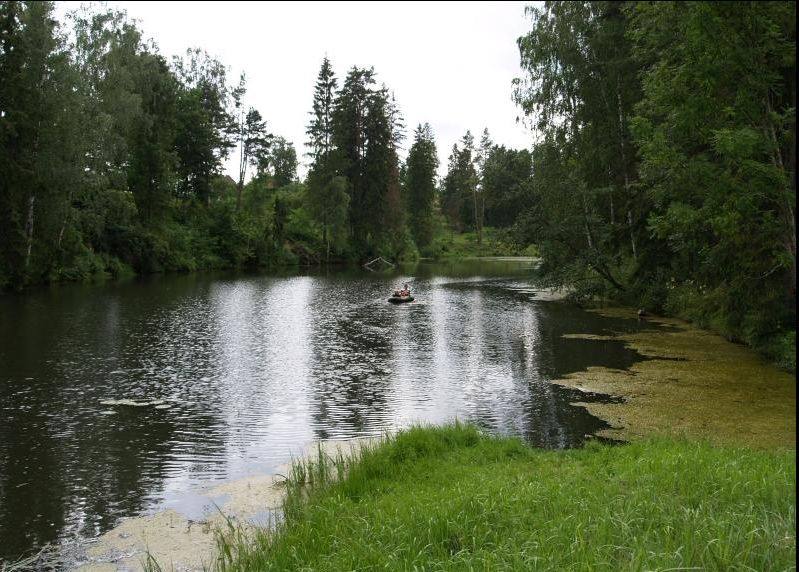
Het Tikste järv
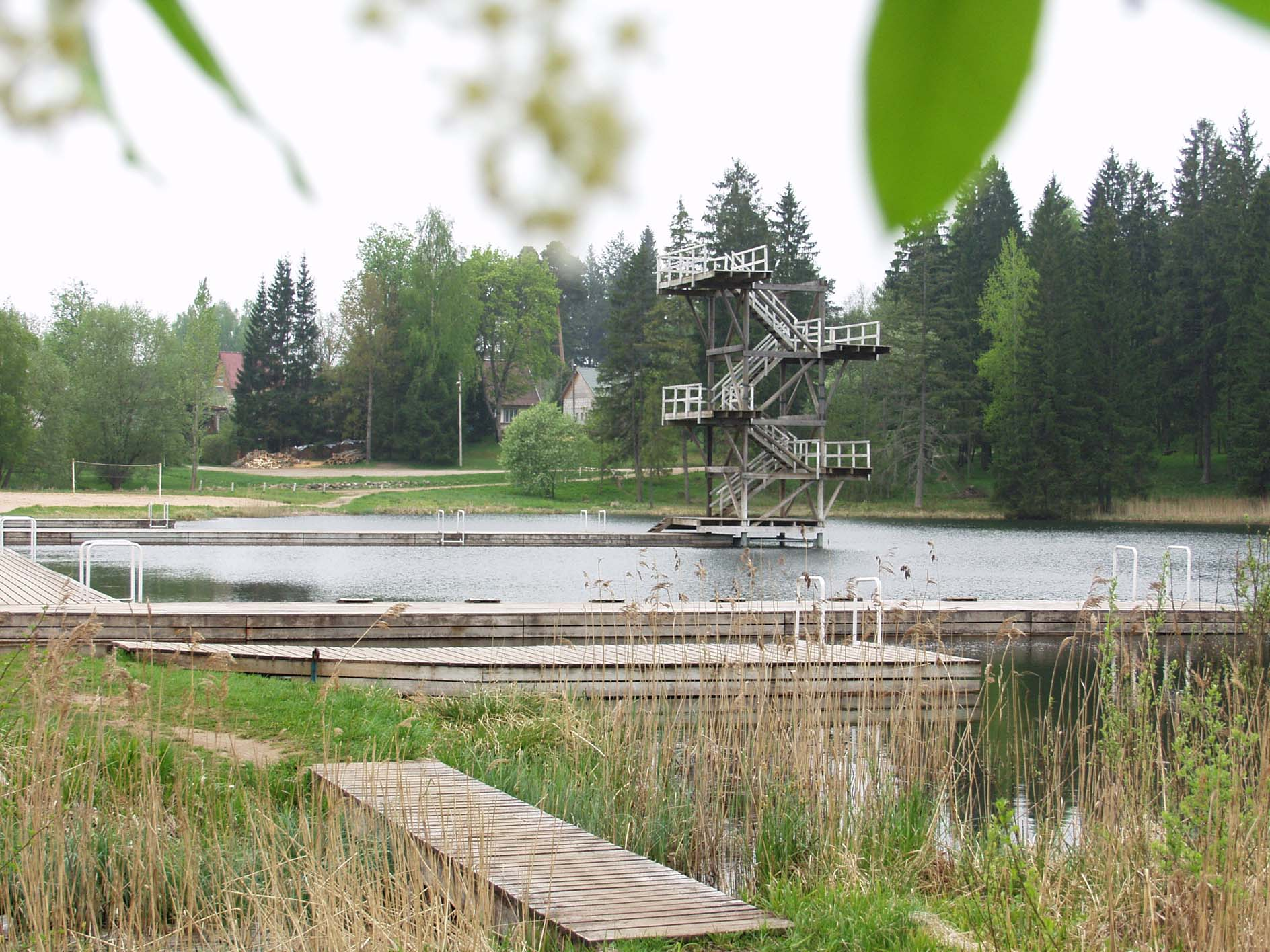
Het Vanamõisa järv met duikplanken
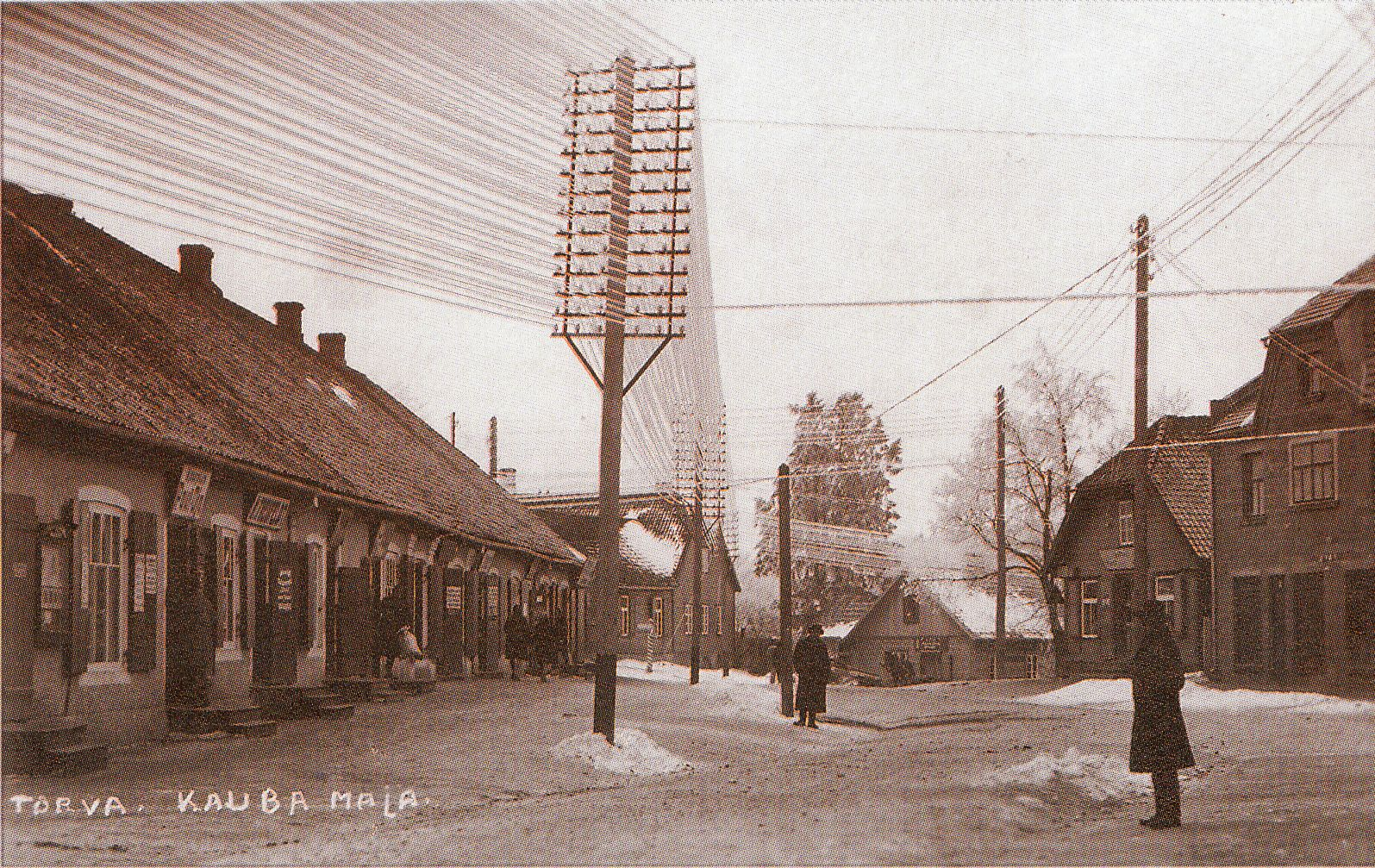
Tõrva in 1928
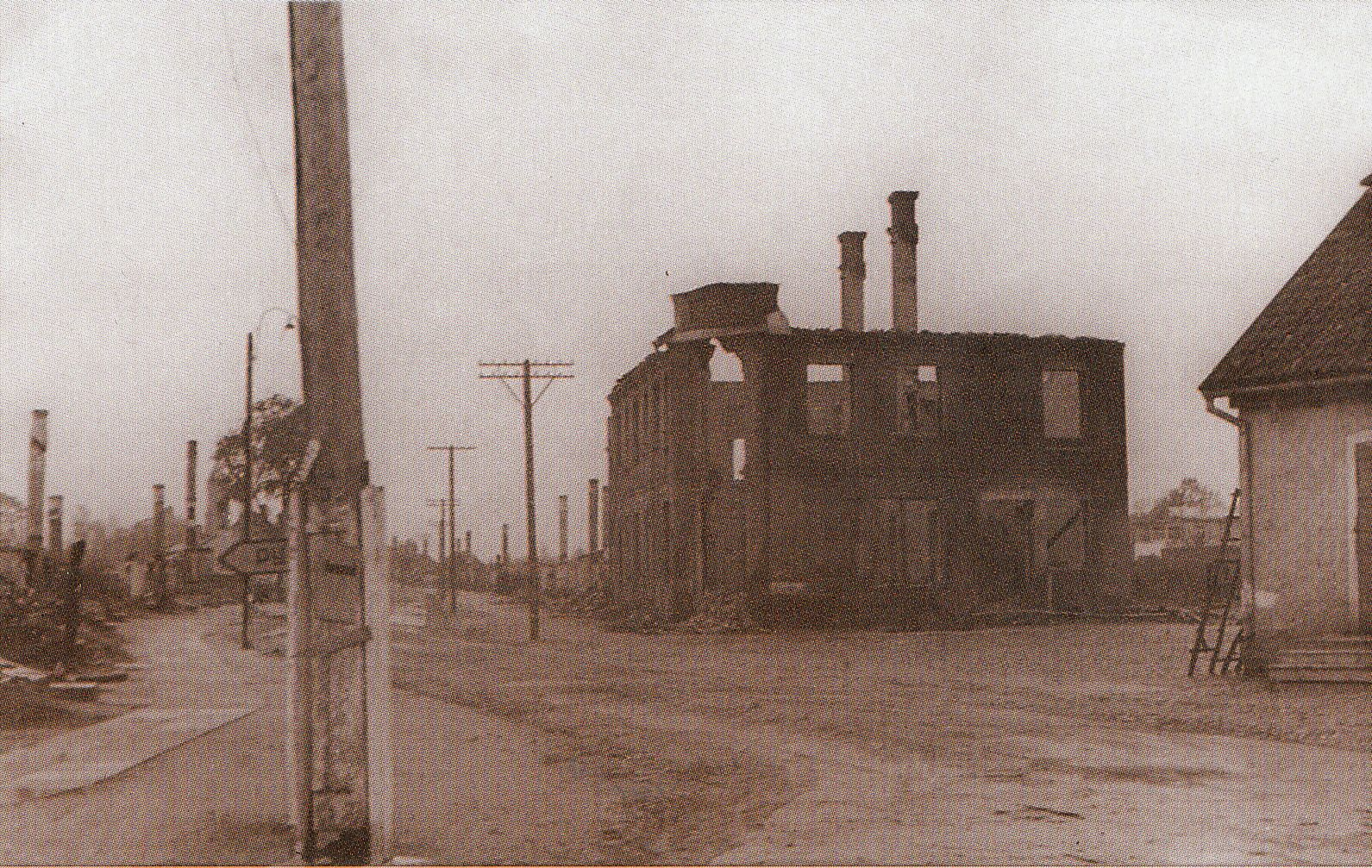
Tõrva in 1944
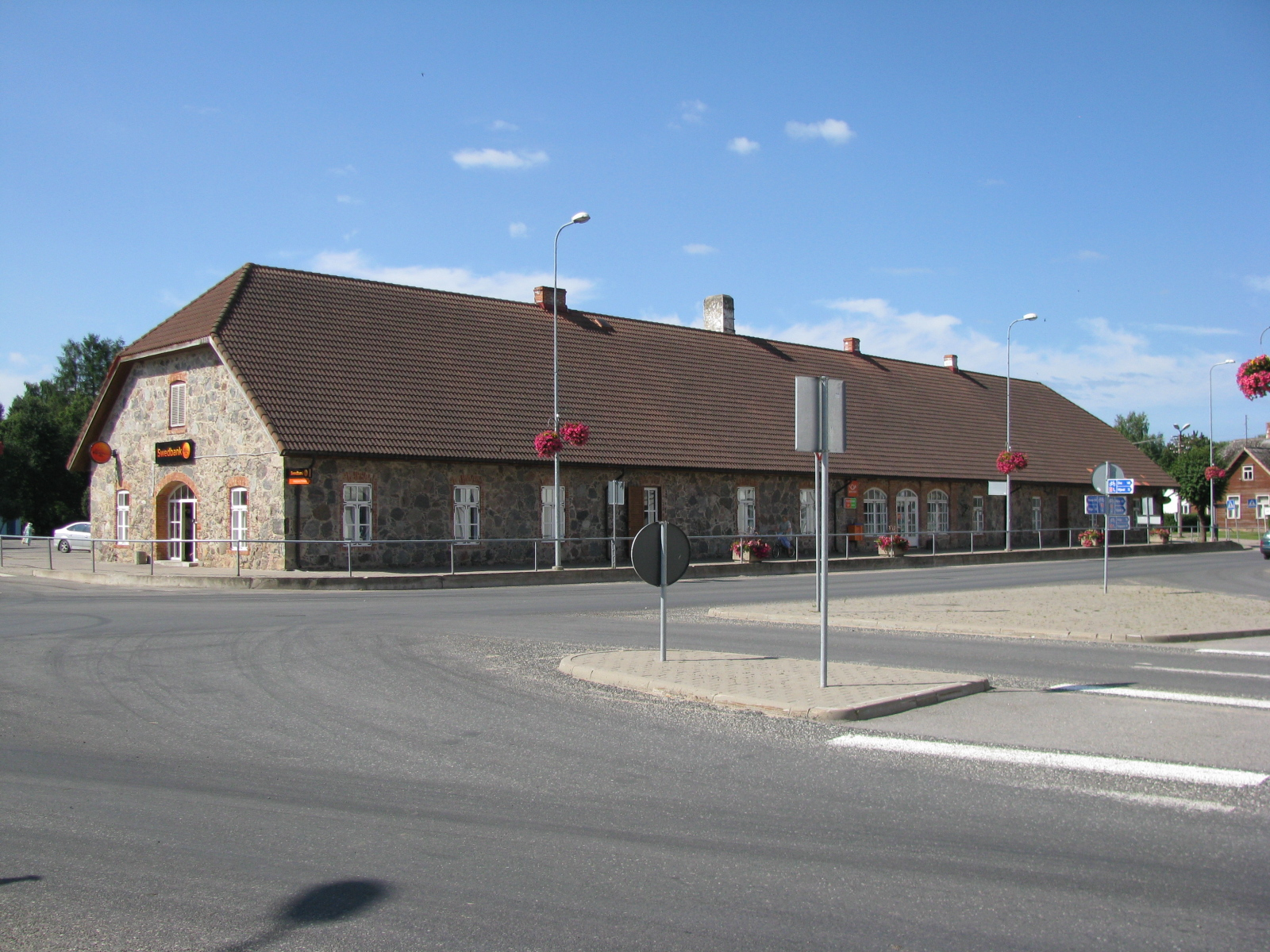
De herberg
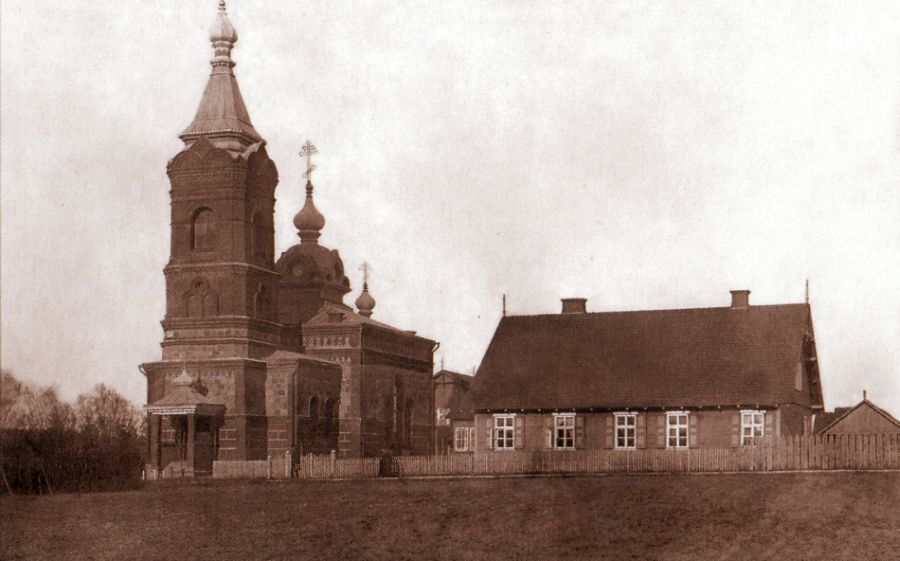
De kerk van Tõrva rond 1915
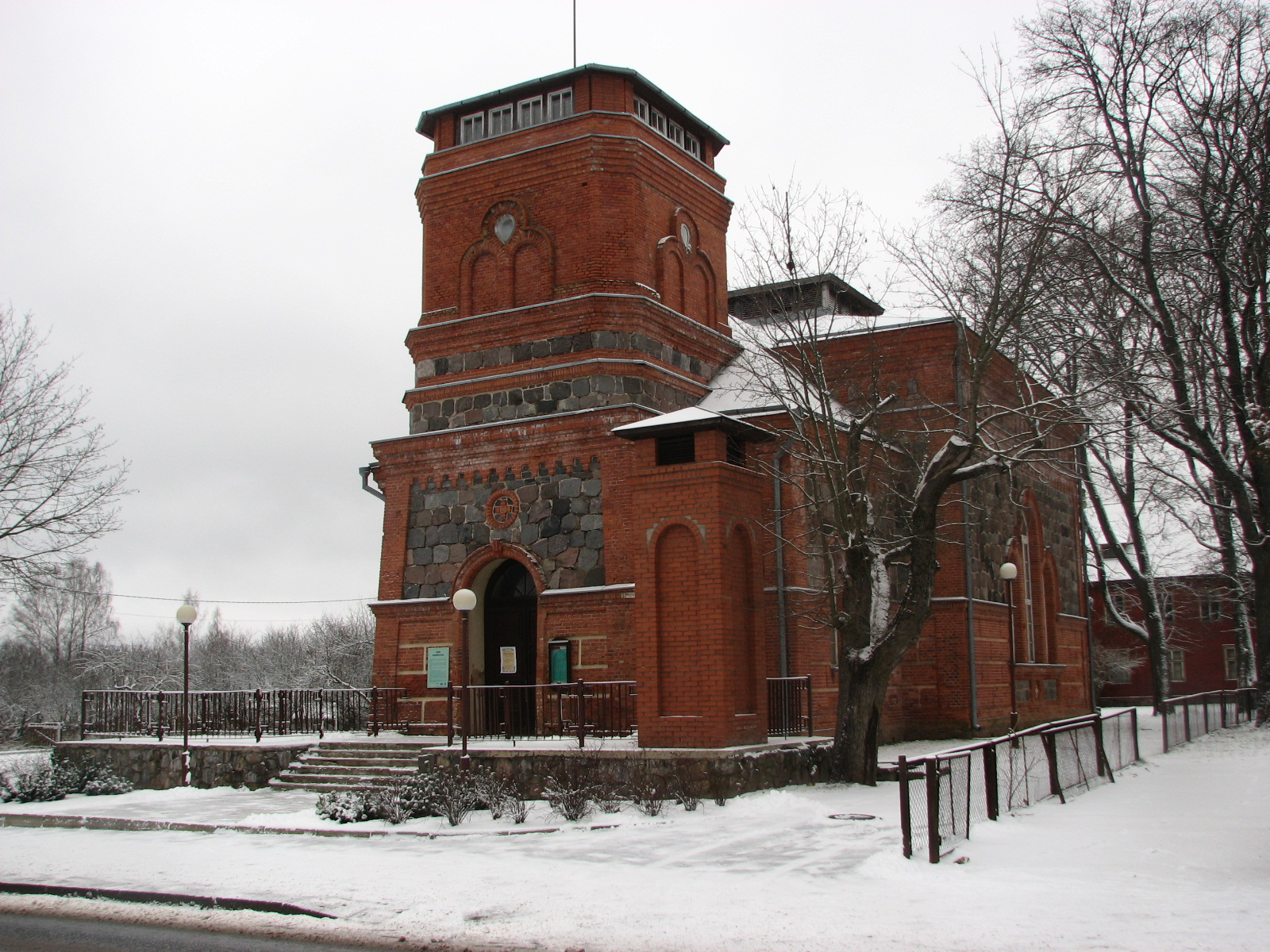
De kerk van Tõrva in 2008
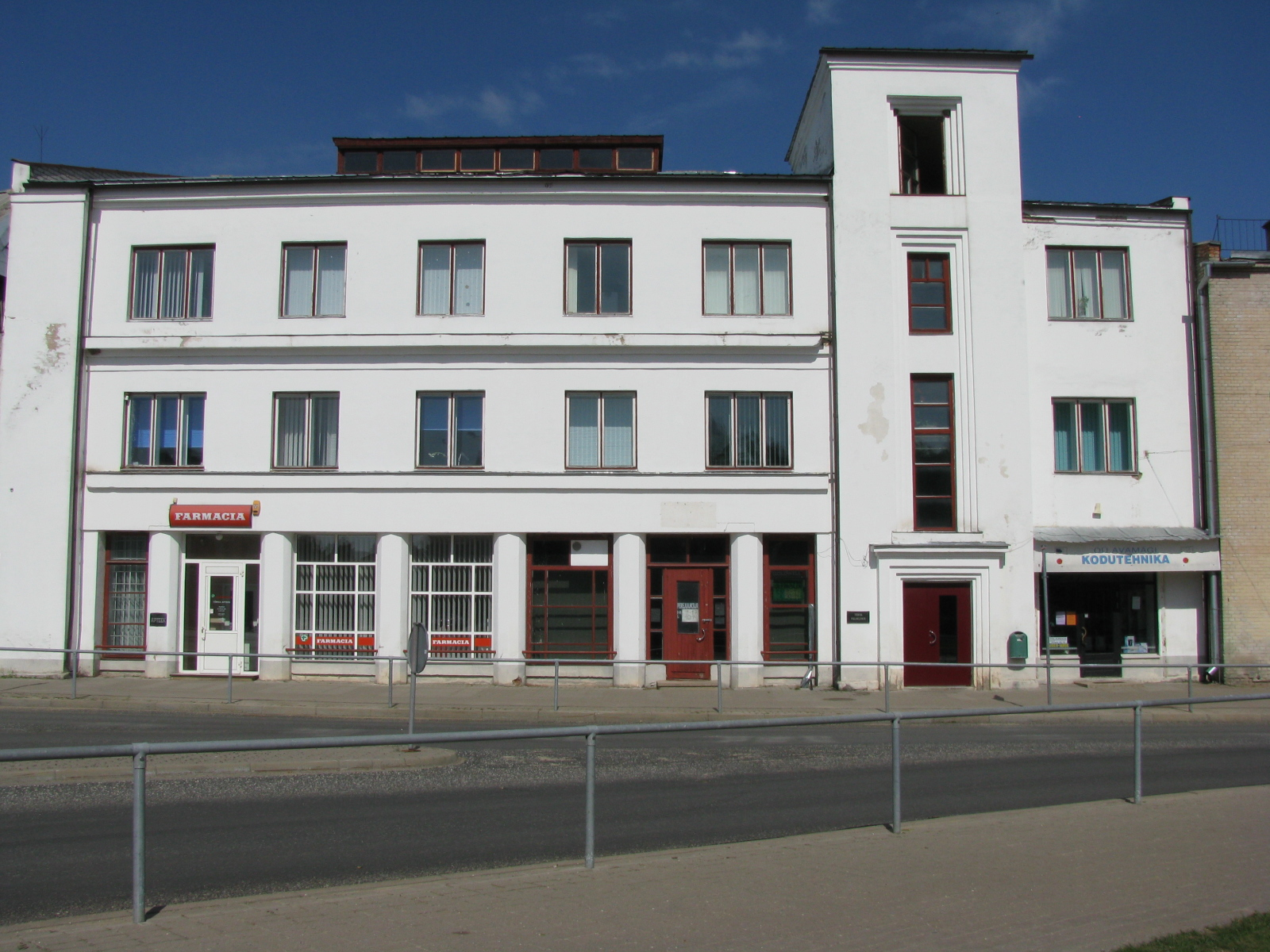
Winkelpand
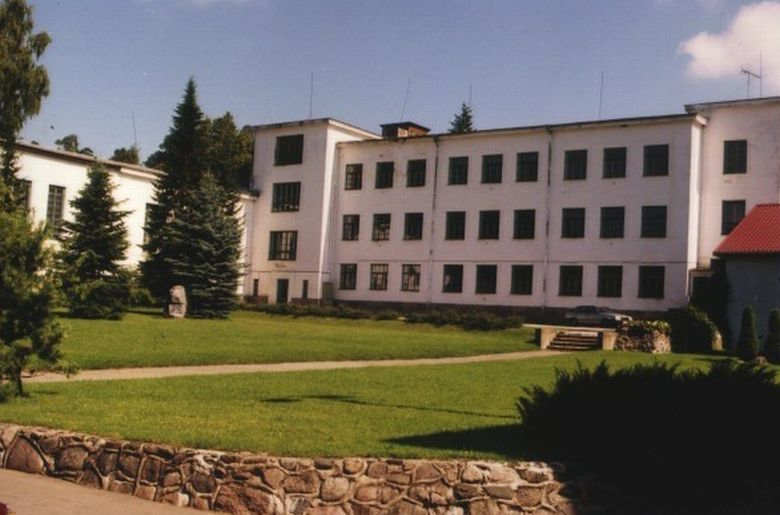
Middelbare school
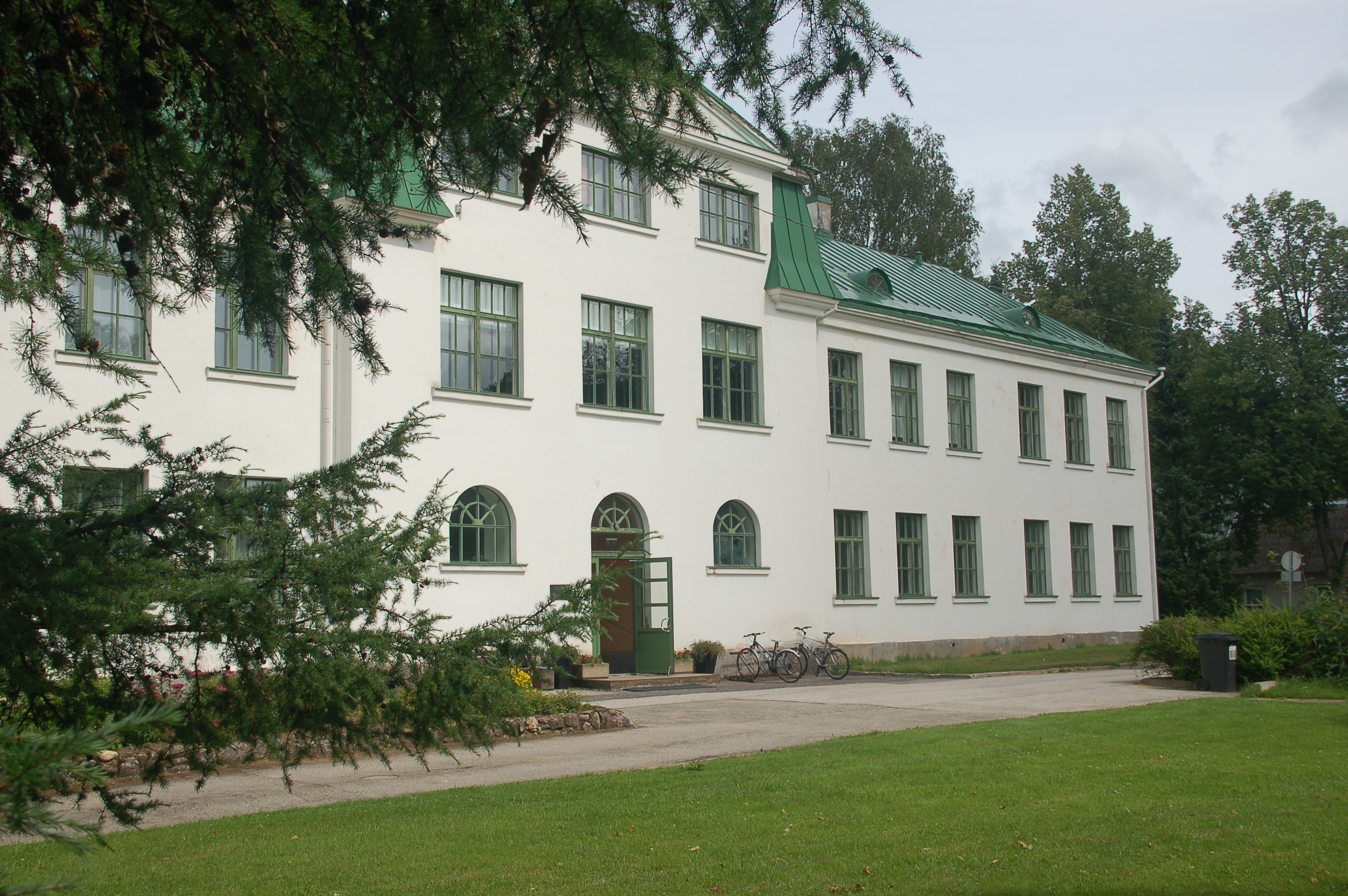
Bibliotheek
Monument voor de Estische Onafhankelijk-heidsoorlog